# Heerweg Köln–Wipperfürth–Soest
Der Heerweg Köln–Wipperfürth–Soest, abschnittsweise auch Wipperfürther Straße genannt, war eine Altstraße von Köln über Wipperfürth, Halver, Lüdenscheid, Werdohl, Neuenrade, Balve und Arnsberg (Neheim-Hüsten) nach Soest. 
Er war ein bedeutender frühmittelalterlicher (nach anderen Ansichten bereits vorgeschichtlicher) Handels-, Pilger- und Heerweg. Zwischen Köln und Wipperfürth verläuft die heutige Bundesstraße 506 zum überwiegenden Teil auf der Trasse der Altstraße.

## Verlauf
Die Straße begann in Köln und verlief in fast gerader Linie nach Soest. Der Verlauf zeichnet sich (wie bei vielen Altstraßen in Mittelgebirgen) dadurch aus, dass sie als Höhenweg überwiegend auf den von Süd-West nach Nord-Ost streichenden Höhenzügen des rechtsrheinischen Schiefergebirges verläuft. Dabei durchquerte sie als Diagonalstraße die Kulturräume Bergisches Land und Sauerland.
Auf der ganzen Strecke waren aufgrund des ausgesuchten Verlaufs auf den Höhenzügen nur fünf Täler und Flüsse zu queren: 
- Die Wupper bei Wipperfürth. Die Furt durch die Wupper war wahrscheinlich namensgebend für den Namen der Stadt.
- Die Volme in Winkhausen
- Die Lenne in Werdohl.
- Die Ruhr bei Neheim-Hüsten.
- Die Möhne bei Günne.

### Köln bis Wipperfürth
Der Heerweg durchquert die Kölner Stadtteile Mülheim, Holweide und Dellbrück, verläuft nördlich an Gladbach und Hebborn vorbei und steigt bei Romaney auf die Dhünn-Sülz-Wasserscheide an. Orte am Weg sind Rosenthal, Eikamp, Nußbaum und Herweg, dessen Namen sich von dem Heerweg ableitet. Bei Bechen befand sich eine Wegsperre in Form einer Landwehr mit Schlagbaum.
Über Schnappe, Neuensaal, Altensaal, Herrscherthal, Weiden führte die Straße nach Hutsherweg, auch dessen Namen leitet sich von dem Heerweg ab, dann über Wolfsorth, Dörnchen, Laudenberg nach Ente, wo sich ebenfalls eine Landwehr mit Schlagbaum als Wegsperre befand. Über Lamsfuß, Herweg (der Ortsname weist auf den Heerweg hin), Kluse und Klingsiepen stieg die Straße nach Wipperfürth ab.

### Wipperfürth bis Lüdenscheid
In Wipperfürth querte der Heerweg die Wupper mittels einer Furt. Dort lassen sich bis zum nahen Kreuzberg drei Äste des Wegs annehmen. Die Hauptstrecke verlief wohl entlang Wipper-Hönnige Wasserscheide bis Dievesherweg (auch hier leitet sich der Ortsname von dem Heerweg ab), querte bei Wasserfuhr (Furt) die Hönnige und querte hinter Kreuzberg die bergisch-märkische Grenze, die durch die bergischen Territoriallandwehr gesichert war. Im nahen märkischen Anschlag befand sich eine mit Schlagbaum gesicherte Kontrollstelle an der Straße. Der Ortsname Anschlag geht auf diesen Schlagbaum zurück. Von Anschlag aus verlief der Heerweg weiter über Wilde Ennepe, Schmidtsiepen, Berge, Grünewald und Ostendorf. Von dort hinunter nach Winkhausen wo mittels einer Brücke die Volme gequert wurde. An dieser Brücke ist eine Verhandlung im Freigericht am 8. Juli 1495 nachgewiesen.